# Liste der Straßen und Plätze in Bechtolsheim
Die Liste der Straßen und Plätze in Bechtolsheim beschreibt die im Straßenverzeichnis aufgeführten bestehenden 36 Straßen und zwei Plätze der rheinland-pfälzischen Ortsgemeinde Bechtolsheim im Landkreis Alzey-Worms. Alle Straßen gehören dem Postleitzahlenbereich 55234 an.

## Übersicht

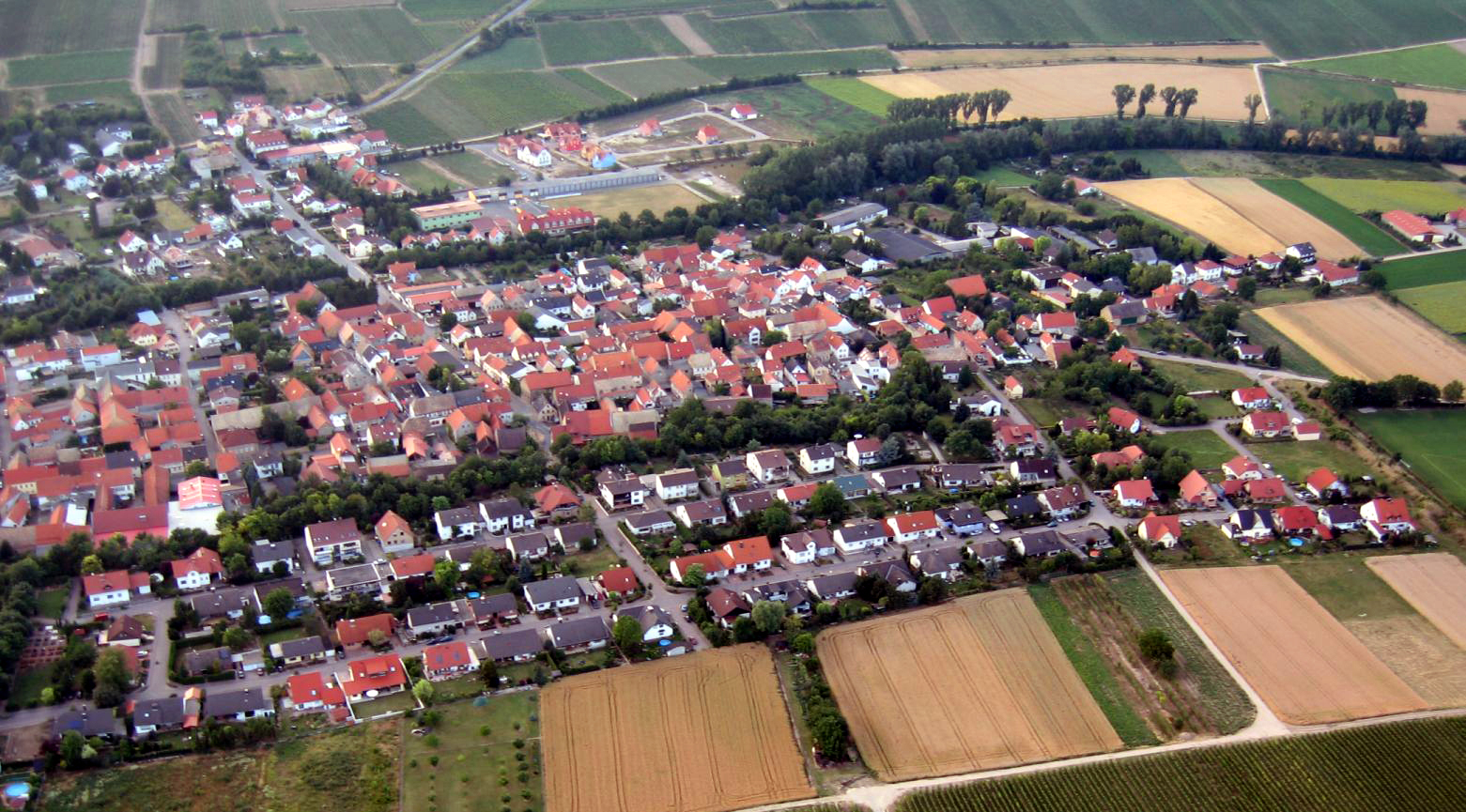
Luftbild von Bechtolsheim aus einem Motorschirm am 9. Juli 2005 fotografiert.

Das nebenstehende Bild zeigt Bechtolsheim aus der Sicht oberhalb des Petersbergs kommend. Im Vordergrund kann man einige Felder erkennen sowie in der rechten Bildhälfte ein paar Rebzeilen die zum Petersberg hinaufführen. Das Bild fängt auf der linken Seite mit dem Ende des Friedhofes an. Die ersten vier Häuserzeilen, mit hauptsächlich dunkler Dachbedeckung, sind das alte Neubaugebiet aus den 1970er Jahren. Es erstreckt sich bis zu der Straße die dann ein Feldweg wird und Richtung Weinberg verläuft. Danach die 2,5 Häuserzeilen (hauptsächlich rot gedeckt) ist das Neubaugebiet der 1990er Jahre. In der rechten Bildhälfte kann man den Rasenplatz (Fußballfeld) des Sportplatzes erkennen.
Nach den oben genannten vier Häuserzeilen, kann man eine durchgehende Baumreihe erkennen. Hierbei handelt es sich um den alten Dorfgraben (Gebück). Heute kann dieser als Fuß- und Radweg benutzt werden. Das Gebück und ein großer Teil der Langgasse ist als Denkmalzone geschützt. Dahinter schließt sich, bis zur nächsten Baumreihe, der alte Ortskern an, diese Baumreihe verläuft am Ufer der Selz. Dahinter in der oberen Bildmitte das grünliche Gebäude sowie die rechts davon befindliche Brachfläche gehört dem größten am Ort ansässigen Unternehmen Ehlego. Dahinter befindet sich das Neubaugebiet Am Wingertstor aus den 2000er Jahren.
Durch die Gemeinde führte bis Oktober 2010 eine Kreisstraße (K 31), danach wurde diese zur Gemeindestraße herabgestuft und gleichzeitig eine Tempo-30-Zone, die es bisher nur in den alten Neubaugebieten gab, auf fast das komplette Ortsgebiet ausgeweitet, nur noch die Landesstraße (L 436) Undenheimer Straße ist als Durchfahrtsstraße auf Tempo 50 geblieben.
Im Zusammenhang mit dem Bau einer neuen Grundschule in der Nähe des Sportplatzes wurde im Sommer 2025 für fast das komplette Ort eine Parkverbotszone eingerichtet. Diese soll hauptsächlich dazu dienen, den Durchgangsverkehr durch den Ort, welcher hauptsächlich aus den Linienbusse und zukünftigen Schulbusse, besser verkehren kann.

## Legende
Die nachfolgende Tabelle gibt eine Übersicht über die vorhandenen Straßen und Plätze in Bechtolsheim sowie einigen dazugehörigen Informationen. Im Einzelnen sind dies:
- Name/Lage: aktuelle Bezeichnung der Straße oder des Platzes. Die Lage (Geoposition) gibt etwa die Mitte der Straße oder des Platzes an
- Länge/Maße: gerundete Länge der Straße beziehungsweise Ausmaße des Platzes in Metern. Letztere werden in der Form a × b bei rechteckigen Anlagen oder a × b × c bei dreiecksförmigen Anlagen mit a als längster Kante angegeben.
- Namensherkunft: Ursprung des Namens
- Benennung: Zeitpunkt der Benennung
- Anmerkungen: weitere Informationen bezüglich ansässiger Institutionen, der Geschichte der Straße oder historischer Bezeichnungen. Letztere sind kursiv gesetzt, ebenso in kursiv die Straßen, welche davon abgehen.
- Bild: Bild der Straße oder eines anliegenden Objektes

## Straßenverzeichnis
| Name/Lage               | Länge/Maße (in Metern) | Namensherkunft | Benennung | Anmerkungen | Bild |
| ----------------------- | ---------------------- | --- | --------- | --- | ---- |
| Am alten Bahnhof        |                        | gehörte davor zur Bahnhofstraße, Umbenennung wurde notwendig da das ehemalige Bahngelände um den Bahnhof Bechtolsheim-Biebelnheim mit Häusern bebaut wurde.                            | 2010      | Am alten Bahnhof ist eine Abzweigung der Bahnhofstraße, bisher gibt es noch keine Verbindung zu anderen Straßen (eine Verlängerung zur Brückesgasse wäre möglich). Es ist die 37 Straße im Ort. |      |
| Am Matzenberg           |                        | Der Matzenberg ist ein Gemarkungsname am Petersberg. |           | ist eine Art Ringstraße von der Petersbergstraße abgehend. Wurde in den 2000er Jahren angelegt. |      |
| An der Bleiche          |                        | |           | |      |
| Auf dem Teich           |                        | |           | |      |
| Außerhalb               |                        | |           | Mit der Bezeichnung Außerhalb wurden ursprünglich alle Aussiedlerhöfe und Mühlen bezeichnet, da sich diese aber komplett um den Ortskern verteilen, wurde diese Bezeichnung auf wenige Gebäude im Westen der Gemeinde beschränkt und die Höfe und Mühlen die sich hauptsächlich im östlichen Gemarkungsgebiet befinden nach den jeweiligen Mühl- oder Hofnamen benannt. |      |
| Bahnhofstraße           |                        | Bahnhof der Bahnstrecke Alzey–Bodenheim |           | Die Bahnhofstraße war bis Oktober 2010 eine Kreisstraße (K 31) sowie eine der beiden Ortseingangsstraßen (aus den Richtungen Biebelnheim und Gau-Odernheim kommend). Sie geht am Freien Platz in die Langgasse über. |      |
| Baumgartenstraße        |                        | |           | |      |
| Biebelnheimer Straße    |                        | Biebelnheim |           | |      |
| Brückesgasse            |                        | |           | Die Brückesgasse war bis Oktober 2010 eine Kreisstraße (K 31) und eine der beiden Ortseingangsstraßen (von Undenheim kommend) |      |
| Dolgesheimer Straße     |                        | Dolgesheim |           | |      |
| Engelborner Weg         |                        | Der Engelborn ist ein kleiner Zufluss zur Selz. |           | |      |
| Friedhofstraße          |                        | Friedhof |           | |      |
| Gau-Odernheimer-Straße  |                        | Gau-Odernheim |           | |      |
| Grabenstraße            |                        | |           | |      |
| Große Kirchgasse        |                        | Kirche |           | |      |
| Hinter dem Schloß       |                        | ehemaliges Schloss |           | |      |
| Kleine Bahnhofstraße    |                        | |           | |      |
| Kleine Kirchgasse       |                        | |           | |      |
| Langgasse               |                        | Die längste Straße im Ort. |           | Der größte Teil der Straße wurde 2010 zur „Denkmalzone Langgasse Bechtolsheim“ erklärt: typisch rheinhessische Haus- und Hoftypen des 17. bis 20. Jahrhunderts einschließlich des Straßenraums mit historischer Pflasterung; Dorfgraben im Abschnitt von der Simultankirche bis zur Grabenstraße                                                                        |      |
| Neugasse                |                        | |           | |      |
| Nürnberger Straße       |                        | |           | |      |
| Petersbergstraße        |                        | Petersberg |           | |      |
| Pommermühle             |                        | |           | |      |
| Rathausstraße           |                        | Rathaus |           | |      |
| Rieslingstraße          |                        | Riesling |           | |      |
| Römerhof                |                        | |           | |      |
| Salzgasse               |                        | |           | |      |
| Schanzenmühle           |                        | |           | |      |
| Schlossgasse            |                        | |           | |      |
| Sickinger Straße        |                        | |           | |      |
| Silvanerring            |                        | Silvaner |           | |      |
| Sulzheimer Straße       |                        | Die Sulzheimer Straße war früher ein eigenständiger Ortsteil. Der Name leitet sich nicht von dem Ort Sulzheim ab, sondern ist eine Abwandlung des Flusses Selz der in der Nähe fließt. |           | |      |
| Taubesgarten            |                        | |           | |      |
| Undenheimer Straße      |                        | Undenheim |           | Landesstraße (L 436), seit Oktober 2010 die einzige Straße in der noch Tempo 50 gilt |      |
| Vor dem Schloß          |                        | |           | |      |
| Weinolsheimer Straße    |                        | Weinolsheim |           | |      |
| Wilhelm-Hoffmann-Straße |                        | Wilhelm Hoffmann |           | |      |

## Plätze

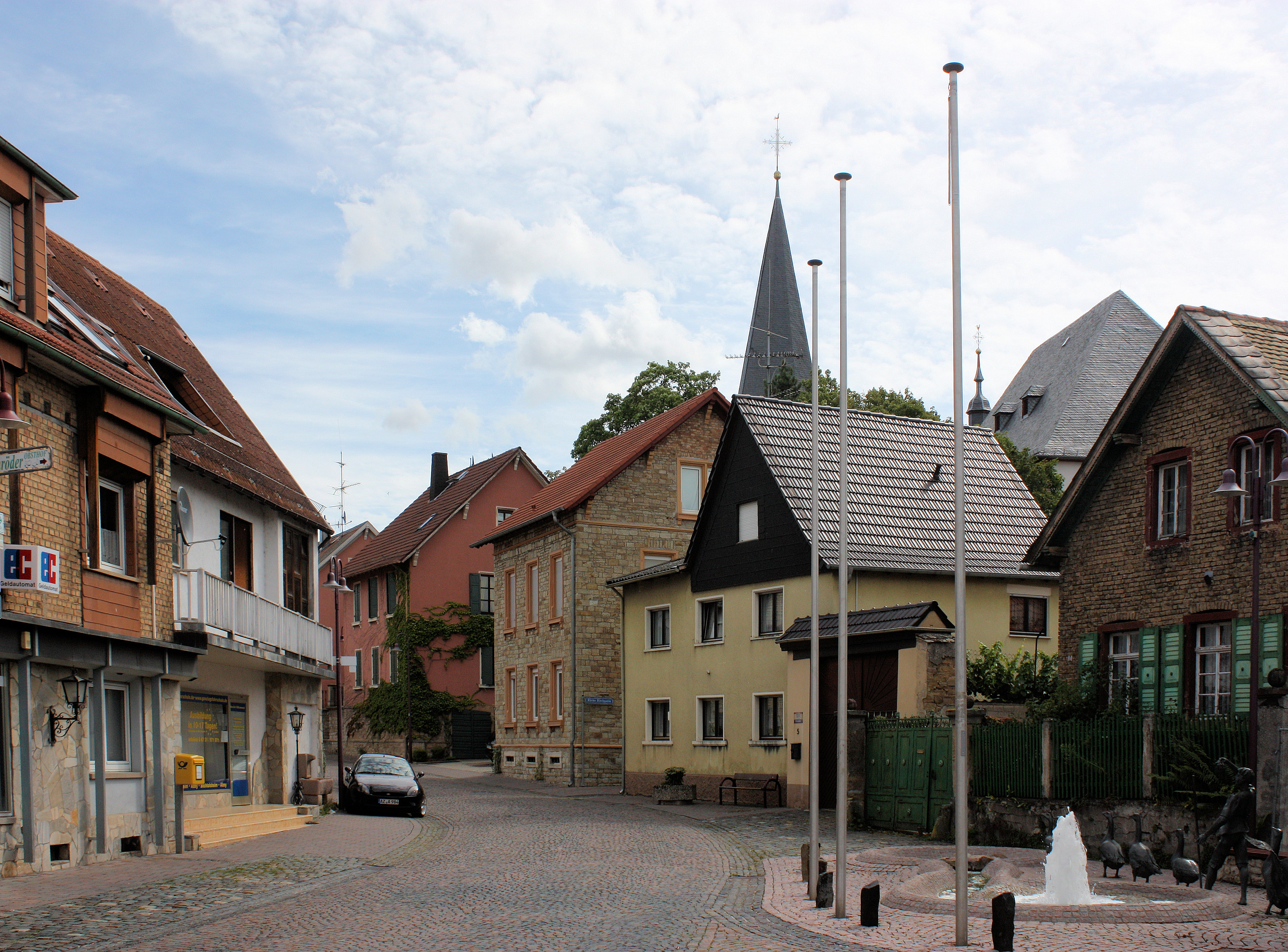
„Freier Platz“ mit Gänsebrunnen, der Blick geht in Richtung Langgasse.

Die Plätze in Bechtolsheim haben keinen amtlichen Namen. Dennoch gibt es den „Freie Platz“ welcher 2004 mit einer Brunnenanlage mit Gänsen und einem Hirten künstlerisch versehen wurde, dem so genannten Gänsebrunnen. Am Freien Platz geht die Bahnhofstraße in die Langgasse (beide Bestandteil der Kreisstraße 31) über. Die Sulzheimer Straße und Vor dem Schloss münden hier ein.
Der „Kerbeplatz“ wird über die Straße Hinter dem Schloss erreicht. Der Kerbeplatz wird begrenzt vom Kindergarten und der SPD-Hütte im Süden, dem Feuerwehrhaus im Norden sowie der Selz im Osten. Der Platz dient verschiedenen Veranstaltungen im Jahr, darunter der Weihnachtstannenbaumverbrennung, dem Feuerwehrfest, dem namensgebenden Kirchweihfest, sowie dem Abschluss des St. Martin-Umzuges. Finden keine Veranstaltungen statt, wird er als Parkplatz benutzt.
Der Platz vor der Kirche, auch Kirchhof genannt, hat drei Eigentümer, die beiden Kirchengemeinden (evangelisch und katholisch) sowie die politische Gemeinde.

## Ausstellung
Im Sommer 2016 zeigte der Heimatverein Bechtolsheim unter dem Titel „Bechtolsheimer Straßengeschichten“ im eigenen Museum im Glockenturm eine Ausstellung mit alten Bildern und historischen Straßen- und Katasterkarten von Bechtolsheim. Eine Übersicht über die Namensänderungen einzelner Straßen rundete die Ausstellung ab.